# Lac Turgeon
Lac Turgeon är en sjö i Kanada.   Den ligger i regionen Nord-du-Québec och provinsen Québec, i den sydöstra delen av landet, 500 km nordväst om huvudstaden Ottawa. Lac Turgeon ligger 288 meter över havet. Arean är 18,4 kvadratkilometer. Den sträcker sig 7,3 kilometer i nord-sydlig riktning, och 7,8 kilometer i öst-västlig riktning.
I omgivningarna runt Lac Turgeon växer i huvudsak blandskog. Trakten runt Lac Turgeon är nära nog obefolkad, med mindre än två invånare per kvadratkilometer.